# オワラハ島
オワラハ島（オワラハとう、Owaraha / Owa Raha）、別名でサンタ・アナ島 (Santa Ana) は、ソロモン諸島マキラ・ウラワ州の島。

## 概要
この島は、比較的小さなサンゴ島で、長さは 5.6km、幅は 4.5km である。マキラ島の東端から海峡を挟んで 7.5km 沖合、より小さい島であるオワリキ島（サンタ・カタリナ島）のすぐ北側に位置している。オワラハ島とオワリキ島の間の水路は、幅2.5kmしかない。オワラハ島には、ふたつのおもな村、グプナ (Gupuna / Ghupuna) とナフィノトガ (Nafinotoga) がある。オワラハ島の住民は、オワ語を話し、オワリキ島や、マキラ島東部の住民と共通する文化をもっている。 オワラハ島の部族であるパゲワ (Pagewa) 族、アイガ・タタリ (Aiga Tatari) 族や、その他の周辺の島々の諸部族は、かつて水没したテオニマヌ島から避難した人々の子孫であると主張している。

## 歴史
ヨーロッパ人がこの島を見たとする最初の記録は、アルバロ・デ・メンダーニャ・デ・ネイラが率いたスペインの遠征隊によるもので、1568年7月4日のことであった。より正確には、オワラハ島の目視と上陸は、小さな船を使った探索の最中におこなわれたことであり、フランシスコ・ムニョス・リコ (Francisco Muñoz Rico) が指揮し、エルナン・ガレゴ (Hernán Gallego) が水先案内人であったブリガンティン「サンティアゴ号 (Santiago) によるものであった。彼らは、この島サンタ・アナ島として記録した。
1932年、オーストリアの人類学者で写真家であったフーゴー・ベルナツィークがこの島に入った。ベルナツィークは、島民たちの日常生活を丹念に記録し、数年後に民族誌を出版した。彼はまた、島民たちを捉えた最良かつ最も早い時期の写真を撮影し、近代化しつつあった世界の中で滅びゆくものと見なされた文化を写し取った。
ベルナツィークはオワラハ島への滞在中に、グプナの村に住んでいたドイツ人冒険家ハインリヒ・キューパーと会った。キューパーは、地元の有力者であった女性カファガムリロンゴ (Kafagamurirongo) と結婚しており、メラネシアのコミュニティにおいて「アラファ (arafa)」と称される高い身分に上った唯一の白人であった。今もオワラハ島には、キューパーの孫たちがいる。